# Harmothoe eltanina
Harmothoe eltanina är en ringmaskart som först beskrevs av Hartman 1967.  Harmothoe eltanina ingår i släktet Harmothoe och familjen Polynoidae. Inga underarter finns listade i Catalogue of Life.